# بیت مری
بیت مری (به عربی: بیت مری) یک منطقهٔ مسکونی در لبنان است که در استان جبل لبنان واقع شده‌است.

## خصوصیات
بیت مری ۸۰۰ متر بالاتر از سطح دریا واقع شده‌است.